# Jaume Llull Bibiloni
Jaume Llull Bibiloni (Manacor, 1936 - 7 de gener de 2025) fou un polític mallorquí, diputat en la primera legislatura del Parlament de les Illes Balears i únic batle de Manacor socialista.
A les eleccions municipals espanyoles de 1979 fou escollit regidor de l'ajuntament de Manacor pel PSIB-PSOE. Quan va dimitir Llorenç Mas Sunyer (Candidatura Democràtica Independent) fou escollit batle de Manacor, càrrec que ocupà fins a les eleccions municipals espanyoles de 1983, quan fou escollit alcalde Gabriel Homar Sureda (Alianza Popular). Deixà el seu càrrec municipal quan fou elegit diputat a les eleccions al Parlament de les Illes Balears de 1983.
No es va presentar a la reelecció com a diputat per tal d'optar a l'alcaldia de Manacor. Tot i que el candidat del Partido Popular, Gabriel Homar Sureda, havia estat el més votat a les eleccions municipals espanyoles de 1987 (8 regidors), s'arribà a un pacte entre PSIB-PSOE, Unió Mallorquina, CDI i CDS i Jaume Llull assolí l'alcaldia de Manacor. Es va mantenir al capdavant del consistori fins a les eleccions municipals espanyoles de 1991, quan Gabriel Homar va recuperar l'alcaldia. Jaume Llull es va mantenir com a regidor socialista en l'oposició i no es va presentar a la reelecció en 1995, abandonant la política activa.